# 仲敦巴

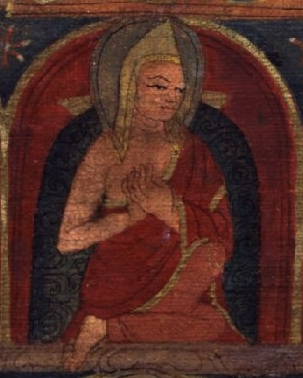
仲敦巴像

仲敦巴（藏語：འབྲོམ་སྟོན་པ་，威利转写：'brom ston pa，1005年—1064年），本名杰瓦琼乃（藏語：རྒྱལ་བའི་འབྱུང་གནས་，威利转写：rgyal ba'i 'byung gnas），藏传佛教噶当派创始人， 阿底峡的法统传承人。

## 生平
仲敦巴出生于藏北念青唐拉沃扎吉莫地方。早年曾前往康区，跟随赛尊学法。后赴阿里地區见到准备返回印度的阿底峡，他便盛情邀请阿底峡留在西藏弘法。阿底峡为其所动，取消了原先的计划，与仲敦巴一同前往卫藏传法。此后阿底峡在卫藏各地传法九年，仲敦巴一直陪同在他的左右。1054年阿底峡在聂塘圆寂后，仲敦巴成为了阿底峡的法统传承人。1056年他到达热振，次年在此建立了热振寺，并以此为根本道场弘传佛法。
他的弟子众多，其中著名者有博多瓦·仁青赛、京俄哇·楚臣拔、普穷哇·循努坚赞三人，自此形成了噶当派。